# Drapetomani
Drapetomani var en påstådd psykiatrisk diagnos som beskrev afroamerikanska slavars "onaturliga" vilja att fly.
Begreppet, som är ett exempel på rasbiologi, myntades av den amerikanske psykiatern Samuel A. Cartwright år 1851. Cartwright argumenterade för att det fanns mentala och fysiska skillnader mellan svarta och vita. Dessa skillnader, hävdade han, gjorde att svarta inte kunde hantera frihet och därför bäst kontrollerades genom tvång.
Som ett botemedel mot "sjukdomen" kunde doktorer rekommendera att amputera båda slavens stortår, och på så sätt göra det svårare att fly. Cartwright förordade också att "piska djävulen ur" rymningsbenägna slavar som en "förebyggande åtgärd". 
Diagnosen fanns med i Thomas Lathrop Stedmans Practical Medical Dictionary så sent som 1914. Den var omtyckt i södra USA, men hånades i nordstaterna nästan omedelbart efter att den lanserades. En satirisk artikel från 1855 i “Buffalo Medical Journal and Monthly Review of Medical and Surgical Science” noterar att också skolbarn i nordstaterna kan drabbas av "Drapetomani", och undrar om piskan är det bästa botemedlet även där.